# المدرسة العليا للهندسة المعمارية (الدار البيضاء)
المدرسة العليا للهندسة المعمارية بالدار البيضاء : (بالفرنسية Ecole d'Architecture de Casablanca)، مدرسة خاصة للتكوين في مهن الهندسة المعمارية وهندسة المناظر الطبيعية، يوجد مقرها بالدار البيضاء.

## التاريخ
تأسست مدرسة الهندسة المعمارية بالدار البيضاء سنة 2004، بمبادرة عمومية من الحكومة وشراكة عمومية وخاصة مع عدة مهندسين ممن فكروا في تأسيس هذه المدرسة وأبرزهم عبد المومن بنعبد الجليل وعبد الرفيع الحبابي.
سنة 2018 التحقت مدرسة الهندسة المعمارية بالدار البيضاء باتحاد الجامعات الفخرية(بالإنجليزية Uonoris United Universities)، الذي يعتبر أول شبكة للتعليم العالي الخصوصي بإفريقيا، وهي ثالث مؤسسة للتعليم العالي الخصوصي بالمغرب تلتحق بهذه المجموعة بعد جامعة مونديابوليس الدار البيضاء والمدرسة المغربية لعلوم المهندس.

## الشعب والمسارات والأسلاك
تتوفر مدرسة الهندسة المعمارية بالدار البيضاء على شعبتين رئيسيتين؛ شعبة الهندسة المعمارية وشعبة هندسة المناظر الطبيعية.
تنقسم الدراسة بهذه المدرسة إلى مسارين؛ الأول وطني والثاني دولي.
تنتظم الدراسة في مدرسة الهندسة المعمارية بالدار البيضاء في سلكين، تدوم الدراسة في الأول لثلاث سنوات والثاني في سنتين، مع سنة ثالثة لإعداد بحث نهاية الدراسة، يتسلم بعدها الخريجون شواهد معترف بها من طرف الدولة.
ترتبط المدرسة بشراكات مع مؤسسسات وطنية وأخرى أجنبية.